# Elle et lui (roman de Marc Lévy)
Pour les articles homonymes, voir Elle et lui.
Elle et lui est le seizième roman de l'écrivain français Marc Levy, l'un des auteurs français les plus lus. Il est paru le 5 février 2015 aux éditions Robert Laffont-Versilio avec un tirage de 350 000 exemplaires en français.

## Genèse
Marc Levy écrit en moyenne un roman par an depuis 2003. Elle et lui est né d'une envie d'écrire une comédie sur le métier d'écrivain, qui est au centre de l'œuvre. L'auteur renoue avec les trois personnages de son premier succès, Et si c'était vrai, qui a été adapté au cinéma. Paul Barton ainsi qu'Arthur et Lauren, deux autres personnages de cette comédie, occupaient déjà une place centrale dans son premier roman.
Marc Lévy revient à la comédie car il est son premier lecteur, ayant envie de rire de ses propres bêtises.

## Résumé
Elle et lui est l'histoire de deux personnages Mia et Paul. Paul est un écrivain américain ne rencontrant pas vraiment de succès et vivant à Paris.
Mia est une actrice anglaise célèbre venue se réfugier à Montmartre. Les chemins de Mia et Paul se croisent par le biais d'un site de rencontres. Paul ignore totalement que Mia est une star. Ils décident tous les deux de rester amis et tentent tout pour ne surtout pas tomber amoureux.
On retrouve dans ce roman les personnages d'Et si c'était vrai.

## Éditions
Éditions imprimées
- Marc Levy, Elle & lui : roman, Paris, Robert Laffont et Versilio, 5 février 2015, 385 p., 24 cm (ISBN 978-2-221-15783-1)Édition originale en grand format.

Livre audio
- Marc Levy, Elle & lui, Paris, Audiolib, 13 mai 2015 (ISBN 978-2-35641-978-1)Narrateur : Bernard Omnès ; support : 1 disque compact audio MP3 ; durée : 7h01 ; référence éditeur : Inconnue